# کانتون سانتا النا
کانتون سانتا النا (به اسپانیایی: Cantón Santa Elena) یک منطقهٔ مسکونی در اکوادور است که در استان سانتا النا واقع شده‌است.

## خصوصیات
کانتون سانتا النا ۳٬۶۶۹ کیلومترمربع مساحت و ۱۴۴٬۰۷۶ نفر جمعیت دارد.